# Radamant
Radamant sau Radamante (în greacă: Ῥαδάμανθυς, Rhadamanthys; în latină: Rhadamanthus) este, în mitologia greacă, fiul lui Zeus și al Europei și frate cu Minos și Sarpedon, alături de care era judecător în Hades.
Vestit pentru înțelepciunea și spiritul său de dreptate, devine, după moarte, alături de Minos și de Aeacus, unul dintre cei trei judecători din Hades, înaintea cărora se înfățișau sufletele morților spre a li se cântări faptele.